# Agrianome
Agrianome is een kevergeslacht uit de familie van de boktorren (Cerambycidae). De wetenschappelijke naam van het geslacht werd voor het eerst geldig gepubliceerd in 1864 door Thomson.

## Soorten
Agrianome omvat de volgende soorten:
- Agrianome fairmairei (Montrouzier, 1861)
- Agrianome loriae Gestro, 1893
- Agrianome spinicollis (MacLeay, 1826)